# Carlos Tatay
Carlos Tatay (Valência, 7 de maio de 2003) é um motociclista espanhol que compete atualmente na MotoGP (Moto3), pela equipe Reale Avintia Racing.

## Carreira
Sua estreia no motociclismo foi em 2018, quando competiu na FIM CEV Moto3 Junior World. Terminou o campeonato em 24º lugar, com 11 pontos. No mesmo ano, disputou a Red Bull MotoGP Rookies Cup, obtendo uma pole-position na sua primeira corrida, em Jerez. Sagrou-se campeão com 10 pódios (5 vitórias, 4 segundos lugares e um terceiro), ficando de fora dos 5 primeiros apenas na última etapa, em Aragão.
Em 2019, foi vice-campeão da temporada com 167 pontos - embora tivesse mais vitórias que o campeão Jeremy Alcoba (4 contra 3 do compatriota, favorecido pela regularidade nas corridas). Tatay ainda foi inscrito pela Avintia Racing nas provas da Catalunha e de Aragão, terminando ambas em 12º e encerrando o campeonato em 30º, com 8 pontos. Em Aragão, sofreu um acidente no treino classificatório onde quase foi atropelado pelo italiano Niccolò Antonelli, que precisou desviar da KTM do espanhol, também caindo na pista.
Para 2020, a Avintia Racing efetivou Tatay como piloto titular.

## Links
- Perfil no site da MotoGP